# Leben
Leben – trzeci album studyjny zespołu Schiller, wydany w 2003 roku. Single promujące płytę to: "Leben ... I Feel You" i "Liebe". Gościnnie udział w projekcie wzięli: Peter Heppner, Kim Sanders, Sarah Brightman, Mila Mar, Maya Saban, Franziska Pigula, Alexander Veljanov, Hans Hammers Jr. II, Mickey Meinert i Jürgen Thorman. 
Utwór "Zukunft" pojawił się także na ścieżce dźwiękowej do filmu Gate to Heaven, niemieckiej produkcji w reżyserii Veita Helmera.

## Lista utworów
| #   | Tytuł                                      | Długość |
| --- | ------------------------------------------ | ------- |
|     | CD 1                                       |         |
| 1.  | "Willkommen"                               | 1:11    |
| 2.  | "Sommerregen"                              | 3:54    |
| 3.  | "I've Seen It All" (mit Maya Saban)        | 4:51    |
| 4.  | "Zukunft" (aus dem film Gate to Heaven)"   | 4:34    |
| 5.  | "Liebe" (mit Mila Mar)"                    | 4:06    |
| 6.  | "Einklang"                                 | 4:42    |
| 7.  | "I Miss You" (mit Maya Saban)"             | 6:03    |
| 8.  | "Leben ... I Feel You" (mit Peter Heppner) | 3:49    |
| 9.  | "Mittelerde"                               | 4:54    |
| 10. | "The Smile" (mit Sarah Brightman)          | 3:38    |
| 11. | "Dreiklang"                                | 4:30    |
| 12. | "Babel" (mit Mila Mar)                     | 4:22    |
| 13. | "Desire" (mit Veljanov)                    | 4:02    |
| 14. | "Stille"                                   | 4:15    |
| 15. | "Vergangenheit"                            | 4:29    |
| 16. | "Delicately Yours" (mit Kim Sanders)       | 4:58    |
| 17. | "Ausklang"                                 | 3:45    |
|     | CD 2 - LIMITED EDITION                     |         |
| 1.  | "I've Seen It All" (Schill Out Version)    | 6:04    |
| 2.  | "Vielklang"                                | 6:07    |
| 3.  | "Delicately Yours" (Remix)                 | 5:03    |
| 4.  | "Laos"                                     | 4:26    |
| 5.  | "Einklang" (B & VD Remix)                  | 6:01    |

## Single
1. "Leben ... I Feel You" (2003)
2. "Liebe" (2003)